# Odmienić los (telenowela)
Odmienić los (hiszp. Bella Calamidades) – kolumbijska telenowela z 2009 roku. Wyprodukowana przez wytwórnię Telemundo, RTI Colombia i Caracol Television.
Telenowela emitowana była premierowo w Kolumbii na kanale Caracol od 24 marca 2010 do 23 listopada 2010. W Polsce emitowana od 11 stycznia 2016 do 16 maja 2016 na kanale TV Puls.

## Obsada
| Aktor                  | Rola                       | Opis |
| ---------------------- | -------------------------- | --- |
| Danna García           | Dolores „Lola” Carrero     | główna bohaterka |
| Segundo Cernadas       | Marcelo Machado            | główny bohater |
| Gustavo Angarita       | Aquiles Barraza            | zły, zadręcza Lolę, prześladuje ją. Uważany za bogacza i spadkobiercę bogatego rodu. Żyje jak biedak                    |
| Katie Barberi          | Silvana Barbosa de Cardona | matka Priscilli, zła |
| Rosemary Bohorquez     | Virginia Vidal             | ma obsesję na punkcie młodości i młodych mężczyzn, udawała ciążę z synem Reginy                                         |
| Tiberio Cruz Fortunato | Román Galeano              | syn Reginy |
| Adriana Campos         | Priscila Cardona           | zakochana w Marcelo, zła, rozpieszczona jedynaczka, lekko szalona, gdy w grę wchodzą uczucia                            |
| Claudia Rocio Mora     | Juana Palomino             | służąca rodziny Machado, plotkarka, mówi że jest córką wiedźmy i że zna się na czarach                                  |
| Gary Forero            | Fabián Poncela             | właściciel baru w wiosce, uważa się za maczo                                                                            |
| Mimi Morales           | Esperanza Capurro          | „króliczek Capurro” córka właścicieli zakładu pogrzebowego i producentów szczotek. Kokietka                             |
| Herbert King           | Elias Romero               | kapitan policji |
| Pedro Roda             | Pablo Avila                | strażnik cmentarza, przyjaciel Loli, ukrywał ją                                                                         |
| Daniela Tapia          | Nicolasa Fragoso           | służąca Galeano, plotkara, kocha się w pracowniku rodziny Machado                                                       |
| Maria Helena Doering   | Lorenza Cardona de Machado | matka Marcelo, bratowa Silvany i ciotka Priscili, głowa rodu Machado                                                    |
| Diana Quijano          | Regina de Galeano          | głowa rodu Galeano |
| Pablo Azar             | Renato Galeano             | syn Reginy |
| Santiago Gómez         | Rene Galeano               | syn Reginy |
| Jonathan Islas         | Ricardo Galeano            | syn Reginy |
| Rodolfo Valdes         | Nacho Mendoza              | pracownik Machado |
| Alejandra Miranda      | Martha Carrero             | ciotka Loli, siostra Jose. Zła kobieta, przygarnęła Lolę po śmierci jej ojca, by ją wykorzystywać jako darmową służącą. |

Drugoplanowe role
- Sasha Valentina Molina – Lola Carrero, młoda Lola
- Leonardo Acosta – Jose Carrero, ojciec Loli, brat Marthy
- Andres Felipe Ospina
- Ricardo Saldarriaga – ksiądz
- Luis Fernando Bohorquez – Samuel, nauczyciel Loli
- Ximena Duque – Angelina, dziewczyna Marcelo
- Leonardo Forero
- Joseph Abadia – Ovidio
- Didier van der Hove – Javier Canal
- Isabel Chaparro
- Luz Angela Leiva
- Andres Bermudez
- Tirza Pacheco – Custodia
- Vilma Vera – Pamfila
- Ulises Colmenares
- Irlan Rubio
- Javier Felipe Rodriguez
- Daniel Rocha
- Juan Camilo Sabato
- Javier Gustavo Cabrera
- Edilberto Claro
- Hernan Sanchez
- Alexander Garibello
- Flor Barrero
- Rey Vasquez – Don Teodoro
- Maria Margarita Giraldo – Agapita
- Alberto Zornoza
- Lorena Aragon
- Alejandro Tamayo
- Juan Carlos García
- Lina Restrepo